# Борщевик Лескова
Борщевик Лескова (лат. Heracleum leskovii) — вид двулетних или многолетних травянистых растений рода Борщевик (Heracleum) семейства Зонтичные (Apiaceae). Таксон назван в честь советского геоботаника и флориста-систематика Александра Ивановича Лескова.
Вид описан с г. Оштен.

## Ботаническое описание
Двулетнее, монокарпическое многолетнее или очень редко поликарпическое травянистое растение 60-200 см в высоту. Стебель глубоко-бороздчато-ребристый, опушенный, листья простые, нижние на длинных черешках, в очертании округлые или широко-яйцевидные, глубоко-перисто-лопастные, лопасти продолговатые, неглубоко перисто-надрезанные, по краю неправильно-зубчатые, верхние листья с сильно расширенным, опушенным, по краю обычно зубчатым влагалищем и уменьшенной перисто-надрезанной пластинкой, листья с верхней стороны мелко-шероховато-опушенные, с нижней стороны более или менее густо бело-войлочно опушенные. Зонтики 48-150-лучевые, голые, редко или густо опушенные. Цветки белые или кремовые, краевые зигоморфные 
в три раза крупнее внутренних актиноморфных, завязь густо-оттопыренно-опушенная, зубцы чашечки мелкие, малозаметные, внешние лепестки краевых цветков в зонтичках слегка увеличенные. Лепестки зигоморфных цветков обратнояйцевидные или 
обратноширокояйцевидные, до 12 мм в длину и 10 мм в ширину, до половины раздельные; в выемке с завернутой внутрь крупной сердцевидной или крючковидной долькой; лепестки актиноморфных цветков 4 мм в длину и 3 мм в ширину, лопастные; лопасти овальные, тупые; в выемке с завернутой внутрь 
крючковидной долькой; тычинки актиноморфных цветков всегда длиннее лепестков.
Плод — вислоплодник, состоящий из двух полуплодиков. Полуплодики почти округлые или овальные, 7-10 мм в длину и 6-8 мм в ширину, обычно усажены мелкими прижатыми, направленными вверх шиповатыми волосками.

## Распространение
Эндемик Кавказа. Распространен в Предкавказье и в западной и центральной части главного Кавказского хребта.
Произрастает на каменистых склонах, осыпях.

## Значение и применение
Медоносное растение. За период цветения 100 цветков выделяют 44,4 мг сахара. Продуктивность нектара одним растением 14,4 г. На одном растении насчитывалось около 32000 цветков.

## Классификация

### Таксономическое положение
Вид Борщевик Лескова входит в род Борщевик (Heracleum) подтрибы Tordyliinae трибы Tordylieae подсемейства Сельдерейные (Apioideae) семейства Зонтичные (Apiaceae) порядка Зонтикоцветные (Apiales).
|  |                        |  |                                               |                                               |                           |  | ещё два подсемейства | ещё два подсемейства            |                                 |  |  |  | клада Cymbocarpum и клада Lefebvrea | клада Cymbocarpum и клада Lefebvrea |  |  |  |  | ещё до 147 видов | ещё до 147 видов |
|  |                        |  |                                               |                                               |                           |  | ещё два подсемейства | ещё два подсемейства            |                                 |  |  |  | клада Cymbocarpum и клада Lefebvrea | клада Cymbocarpum и клада Lefebvrea |  |  |  |  | ещё до 147 видов | ещё до 147 видов |
|  |                        |  |                                               | семейство Зонтичные                           |                           |  |                      |                                 | триба Tordylieae                |  |  |  |                                     | Род Борщевик                        |  |  |  |  |                  |                  |
|  |                        |  |                                               | семейство Зонтичные                           |                           |  |                      |                                 | триба Tordylieae                |  |  |  |                                     | Род Борщевик                        |  |  |  |  |                  |                  |
|  | порядок Зонтикоцветные |  |                                               |                                               | подсемейство Сельдерейные |  |                      |                                 | подтриба Tordyliinae            |  |  |  | вид Борщевик Лескова                |                                     |  |  |  |  |                  |                  |
|  | порядок Зонтикоцветные |  |                                               |                                               |                           |  |                      |                                 |                                 |  |  |  |                                     |                                     |  |  |  |  |                  |                  |
|  |                        |  | ещё шесть семейств (согласно Системе APG III) | ещё шесть семейств (согласно Системе APG III) |                           |  |                      | ещё около двадцати четырех триб | ещё около двадцати четырех триб |  |  |  | ещё четырнадцать родов              | ещё четырнадцать родов              |  |  |  |  |                  |                  |
|  |                        |  |                                               | ещё шесть семейств (согласно Системе APG III) |                           |  |                      |                                 | ещё около двадцати четырех триб |  |  |  |                                     | ещё четырнадцать родов              |  |  |  |  |                  |                  |

### Разновидности
- Heracleum leskovii var. leskoviitypus
- Heracleum leskovii var. angustilaciniatum Satzyp. — встречается несколько реже типичной разновидности и отличается от нее заостренной и сильно вытянутой верхушкой листа, продолговато-яйцевидными с выемчатыми, редко или часто мелкозубчатыми краями влагалищ, а также содержанием кумаринов в мерикарпиях[2].